# Miel Vert
Pour les articles homonymes, voir Miel vert.
Miel Vert est une foire agricole de l'île de La Réunion, un département d'outre-mer français dans le sud-ouest de l'océan Indien.
Organisée à la Plaine des Cafres sur la commune du Tampon chaque année en janvier durant une semaine, elle est la principale manifestation consacrée à l'élevage réunionnais et l'une des plus grandes relatives à l'agriculture locale après la foire agricole de Bras-Panon. Elle a accueilli près de 220 000 visiteurs en janvier 2012. En janvier 2018, la fête du miel vert a été perturbée par le cyclone Ava.

## Origine du nom
Cette manifestation tire son nom du miel vert, une variété de miel de forêt rare, de couleur jaune d'or avec une nuance de vert, obtenue à partir de la pollinisation par les "mouches à miel" des fleurs du tan rouge (le meilleur), du tamarin des Hauts, de l'acacia mimosa, de l'ambaville, ou des chocas bleus ou verts. Connu des premiers habitants de l'île, le miel vert était offert aux visiteurs comme présent de qualité. On en faisait de l'hydromel, appelé vin de miel (lequel pouvait désigner plus tard le flangourin, le jus de canne fermenté). 
Selon le poète Jean Albany, "qui dit miel vert parle de ce qui est le plus subtilement réunionnais". C'est le titre d'un de ses recueils de poèmes, publié en 1963.

## Records
Durant l'édition 2023 du Miel Vert, trois records du monde ont été battus : la plus longue galette des rois au monde (60m de long) et la pyramide de fruits du monde (constituée d'ananas, pour une hauteur de 6m), Le plus long riz au lait du monde de 49,88 mètres de long.